# Il giovane Gussie si sbroglia
Il giovane Gussie si sbroglia (Extricating Young Gussie) è un racconto del 1915 dello scrittore inglese P. G. Wodehouse. Il racconto rappresenta la prima apparizione, in senso cronologico, di Bertie, di Jeeves e di Lady Agatha, l'autoritaria zia di Bertie.

## Storia editoriale
Prima di essere pubblicato in volume, il racconto Extricating Young Gussie (Il giovane Gussie si sbroglia) apparve in due differenti periodici: dapprima nel settimanale statunitense The Saturday Evening Post del 18 settembre 1915 e successivamente nel numero di gennaio 1916 del mensile britannico The Strand Magazine (The Strand). Il racconto pubblicato nel The Saturday Evening Post era illustrato da Martin Justice, quello del The Strand era illustrato da Alfred Leete. Il testo dei due periodici non era identico: fra di loro esistevano alcune piccole varianti lessicali e di ambientazione (nel testo del Saturday Evening Post Julie e Joe Danby sono americani, nel testo dello Strand i due sono inglesi e Joe Danby è emigrato negli Stati Uniti dopo il matrimonio di Julie). Il testo del The Strand fu inserito nella raccolta L'uomo con due piedi sinistri pubblicata per la prima volta a Londra l'8 marzo 1917 dall'editore Methuen & Co., con il titolo The Man with Two Left Feet, and Other Stories.
In Italia la traduzione, ad opera di G. V. Pisano, apparve nel 1932 per i tipi delle Edizioni Bietti, più volte ristampato. Una nuova versione fu edita dalla Mursia nel 1991 nella collana GUM, riedita nel 2007 nella collana "I libri di Wodehouse". Il titolo italiano Il giovane Gussie si sbroglia è quello presente nella traduzione di Teobaldo del Tanaro per la Mursia.

## Trama
Zia Agatha si reca nell'appartamento londinese di Bertie per comunicargli che Gussie Mannering-Phipps, suo nipote e cugino di Bertie, si trova a New York dove si è innamorato di Ray Denison, un'attrice di vaudeville. Gussie Mannering-Phipps appartiene a un'antica famiglia aristocratica e, dopo la morte del padre, è il capo del casato. Per il prestigio della famiglia, zia Agatha ordina a Bertie di recarsi immediatamente a New York per impedire il matrimonio.
Bertie giunge a New York e rintraccia il cugino, il quale ora si fa chiamare "George Wilson" e intende calcare anche lui le scene. Infatti Ray è figlia d'arte e suo padre Joe non vuole che la figlia sposi qualcuno che non appartenga all'ambiente teatrale. Temendo di non essere in grado di risolvere il compito affidatogli, Bertie telegrafa a Londra a sua zia Julie, la signorile e altera madre di Gussie, perché intervenga di persona.
Zia Julie giunge a New York. Bertie le fa assistere agli spettacoli in cui recitano Gussie e Ray e infine la conduce a casa di Joe Danby, il padre di Ray. Dall'incontro vien fuori che anche zia Julie, prima di sposarsi, era stata un'attrice di vaudeville e aveva recitato con Joe Danby. Questi confessa a Julie di averla sempre amata e di essere rimasto deluso quando venticinque anni prima lei aveva abbandonato le scene per sposare Lord Cuthbert Mannering-Phipps. Più tardi Bertie apprende da Gussie che ci saranno doppie nozze: lui sposerà Ray e sua madre Julie sposerà Joe Danby. Bertie si congratula con Gussie e gli preannuncia che, per evitare l'ira di zia Agatha, non tornerà in Inghilterra per almeno dieci anni.

## Personaggi
- Bertie – è l'io narrante, succube di sua zia Agatha, la quale gli impone di impedire il matrimonio di Gussie con un'attrice. Nel racconto si dice che Gussie è un cugino primo di Bertie, figlio di un fratello del padre. Perciò in questo primo racconto, il cognome di Bertie dovrebbe essere "Mannering-Phipps" e non "Wooster". Sennonché nelle storie successive della serie "Bertie e Jeeves" non compaiono più parenti di Bertie con cognome "Mannering-Phipps", e il cognome di Bertie è sempre "Wooster". Nel suo saggio Who's Who in Wodehouse, Daniel Garrison suggerisce che Bertie Mannering-Phipps, il protagonista di questo racconto, sia solo un prototipo del personaggio Bertie Wooster delle storie successive[10]. Richard Usborne ritiene invece che in questo racconto Bertie Wooster appaia già con le caratteristiche del personaggio definitivo[11]. Nel saggio Wodehouse nel Woostershire Ring e Jaggard osservano che in questo racconto il cognome di Bertie non viene indicato e che se la nonna paterna di Bertie fosse stata sposata due volte, la prima volta con un Mannering-Phipps e la seconda con un Wooster, i suoi due figli, fratelli fra di loro, e quindi anche i loro discendenti, avrebbero avuto cognomi differenti[12].
- Jeeves – valletto di Bertie, nel racconto ha un ruolo molto marginale. Appare all'inizio, quando accoglie la zia Agatha in casa di Bertie a Londra, accompagna Bertie negli Stati Uniti, ma poi non prende parte agli eventi successivi.
- Agatha Gregson – è zia paterna di Bertie e di Gussie. Così la descrive Bertie: «È una donna risoluta. Forse la regina Elisabetta I le somigliava. Dominava suo marito, un povero agente di cambio. Dominava mio cugino, Gussie Mannering-Phipps. E dominava sua cognata, la madre di Gussie. E quel che è peggio dominava anche me. Aveva due occhi da pescecane e una forza di persuasione che rasentava l'incredibile»[13].
- Augustus Mannering-Phipps ("Gussie") – erede di una delle migliori famiglie d'Inghilterra, non provvisto però di grandi mezzi economici, «non aveva mai mancato occasione di perdere la testa per una donna [...] e non si preoccupava se anche le donne perdessero la testa per lui»[14].
- Ray Denison – è la ragazza di cui si innamora Gussie. Vengono descritte soprattutto le sue doti esteriori («Doveva cantare tre romanze. Lei vi aggiungeva bei vestiti e una padronanza assoluta della scena. Aveva una voce molto piacevole. Era bellissima; e, a dir il vero, durante l'esibizione, si sarebbe detta una vera bambola»[15]).
- Julie Mannering-Phipps – è la madre di Gussie. Riferisce Bertie: «Se non fosse stato storicamente provato, avrei dovuto assolutamente rimuovere il pensiero che zia Julie un giorno avesse potuto essere artista di varietà. Pareva piuttosto una duchessa della scena. Mi pare sempre di vederla, signorile e altera, in atto di dare istruzioni al maggiordomo perché avvisasse il cameriere di servir la colazione nel salotto blu. Emana dignità»[16]. Julie confessa però a Joe Danby di essersi sempre sentita un'artista. Il suo comportamento nell'aristocratica famiglia in cui era entrata, pieno di dignità, era frutto di un continuo autocontrollo («Mi sforzai di farlo e ci riuscii, perché non volevo che mio marito dovesse vergognarsi di me, quantunque desiderassi sempre di tornare al posto di una volta»[17]).
- Joe Danby – è il padre di Ray Denison. Per Bertie ha «un aspetto consueto tra un imperatore romano e Napoleone Bonaparte, ma con un brutto carattere»[18]. Ha un'alta considerazione della professione dell'attore e non ammette che la propria figlia sposi chi non appartenga all'ambiente teatrale. Approva il matrimonio della figlia con Gussie quando apprende che il ragazzo è figlio di un'attrice e intende calcare anche lui le scene.
- Abe Riesbitter – è un agente teatrale di varietà, «un uomo grosso, dai cinquantasette menti»[19]. Dà sempre fiducia ai giovani che intendono diventare artisti.

## Critica
Per Richard Usborne, anche il Giovane Gussie si sbroglia, come gli altri racconti della raccolta L'uomo con due piedi sinistri, più che un racconto umoristico è per lo più il racconto di un apprendista sentimentale, meritevole di essere ricordato soprattutto perché vi fanno la prima apparizione due dei personaggi più noti di Wodehouse: Jeeves e il suo padrone Bertie Wooster (sebbene il cognome di Bertie non sia espresso e il ruolo di Jeeves sia qui molto piccolo), oltre alla temibile zia Agatha. A causa delle difficoltà legate ai cognomi Mannering-Phipps / Wooster, il racconto è stato escluso dalla maggior parte delle antologie contenenti racconti della serie "Jeeves e Bertie Wooster", sebbene gli eventi narrati in questo racconto siano citati di frequente nei saggi riguardanti Woodehouse e la sua opera.

### Edizioni
- (EN) Extricating Young Gussie, in The Man with Two Left Feet, and Other Stories, 1ª ed., London, Methuen Publishing, 1917,  pp. 19-39. ( The Man with Two Left Feet, and Other Stories, su Internet Archive.)
- L'uomo con due piedi sinistri, traduzione di G. V. Pisano, 1932, 1ª ed., Milano, Bietti, 1932.
- Il giovane Gussie si sbroglia, in L'uomo con due piedi sinistri, traduzione di Teobaldo del Tanaro, 1ª ed., Milano, Mursia, 1991,  pp. 29-49, ISBN 88-425-0777-6.

### Fonti critiche
- (EN) Nigel Cawthorne, A Brief Guide to Jeeves and Wooster, London, Constable & Robinson, 2013, ISBN 978-1-78033-824-8.
- Daniel H. Garrison, Who's Who in Wodehouse, ampliata e corretta, New York, Constable & Robinson, 1991  [1989], ISBN 1-55882-087-6.
- (EN) Eileen McIlvaine, Louise S. Sherby e James H. Heineman, P. G. Wodehouse: A Comprehensive Bibliography and Checklist, New York, James H. Heineman Inc., 1990, ISBN 978-0-87008-125-5.
- (EN) Tony Ring e Geoffrey Jaggard, Wodehouse in Woostershire, Chippenham, Porpoise Books, 1999, ISBN 1-870-304-19-5.
- (EN) Kristin Thompson, Wooster Proposes, Jeeves Disposes or Le Mot Juste, New York, James H. Heineman, Inc., 1992, ISBN 0-87008-139-X.
- (EN) Richard Usborne, Plum Sauce: A P. G. Wodehouse Companion, New York, Overlook Books, 2003, ISBN 15-8567-441-9.